# Kota Yokoyama
Kota Yokoyama (横山 航太, Yokoyama Kōta, né le 20 août 1995 à Nagano) est un coureur cycliste japonais, professionnel de 2014 à 2023.

## Palmarès

### Sur route
- 2013
  - 1re et 3e étape du Tour d'Iwate
- 2017
  -  Champion du Japon sur route espoirs

#### Classements mondiaux
| Année                                 | 2018  | 2019  | 2020  | 2021 | 2022  |
| ------------------------------------- | ----- | ----- | ----- | ---- | ----- |
| Classement mondial                    | 2082e | 2898e | 1875e | nc   | 2217e |
| UCI Asia Tour                         | 383e  | 307e  | 151e  | nc   | 238e  |
|                                       |       |       |       |      |       |
| Légende : nc = non classéSource : UCI |       |       |       |      |       |

### En cyclo-cross
- 2010-2011
  -  Champion du Japon de cyclo-cross U17
- 2011-2012
  - 2e du championnat du Japon de cyclo-cross juniors
- 2012-2013
  -  Champion du Japon de cyclo-cross juniors
- 2014-2015
  -  Champion du Japon de cyclo-cross espoirs
- 2015-2016
  - 2e du championnat du Japon de cyclo-cross espoirs
- 2016-2017
  -  Champion du Japon de cyclo-cross espoirs
- 2017-2018
  - 2e du championnat du Japon de cyclo-cross
- 2018-2019
  - 2e du championnat du Japon de cyclo-cross

### En VTT
- 2012
  - 3e du Championnats du Japon de cross-country juniors
- 2013
  -  Champion du Japon de cross-country juniors